# Rasso-Räuber
Die Rasso-Räuber waren eine in den 1860er Jahren in der bayerischen Region Lechrain aktive Räuberbande, die durch den Raub der Reliquien des heiligen Rasso von Andechs überregional bekannt wurde.

## Die Bande

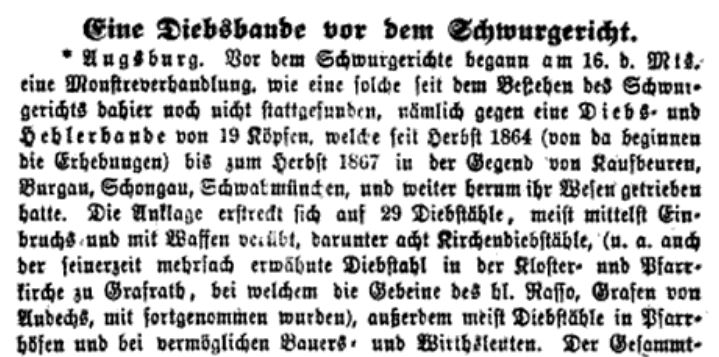
Zeitungsbericht über den Beginn der Verhandlung gegen die „Rasso-Räuber“ beim Schwurgericht Augsburg (Augsburger Postzeitung vom 20. März 1869)

Als „Rasso-Räuber“ wurde im Volksmund die Räuberbande bezeichnet, die zwischen 1864 und 1867 im Lechrain 29 Raubzüge unternahm. Ihr Name geht auf den spektakulären Raub der sterblichen Überreste des heiligen Rasso aus der Wallfahrtskirche St. Rasso in der Gemeinde Grafrath zurück. Die Bande war hinter dem Schmuck und der als wertvoll vermuteten Fassung der Gebeine her sowie hinter weiteren sakralen Gegenständen. Die Gebeine des heiligen Rasso wurden später im Wald wiedergefunden und neu gefasst in die Wallfahrtskirche Grafrath verbracht.
Im März 1869 mussten sich 19 Frauen und Männer vor dem Augsburger Schwurgericht für ihre Vergehen verantworten. Die Augsburger Postzeitung berichtete ab dem 20. März 1869 in allen Einzelheiten über den Verlauf der Verhandlung und stellte fest, eine solche „Monstreverhandlung“ habe seit dem Bestehen des Schwurgerichts dort noch nicht stattgefunden. 157 Zeugen wurden vernommen. Wegen Diebstahls wurden 14 Mitglieder der Bande zu Zuchthausstrafen zwischen vier und siebzehn Jahren verurteilt. Weitere vier Mitglieder wurden wegen Hehlerei zu Zuchthausstrafen von zwei Monaten bis zu eineinhalb Jahren verurteilt.

## Der Anführer
Georg Müller, geboren am 18. April 1830 als Hütersohn in Ried bei Mering, war der Anführer der Rasso-Räuber. Mit seiner Familie lebte er als Gütler in Hörbach am Finsterbach. Als Einziger allerdings stand er im März 1869 nicht vor Gericht. Ihm war es gelungen, sich auf spektakuläre Weise dem Zugriff der Obrigkeit zu entziehen, indem er in der Nacht vom 12. auf den 13. Mai 1868 aus der Untersuchungshaft in der Fronfeste des ehemaligen Klosters auf dem Lilienberg (Au) entfliehen konnte. Seitdem tauchte der Bandenchef – zumindest für die Behörden – nie wieder auf. In Abwesenheit wurde er am 21. Juni 1869 wegen zehn Verbrechen des Diebstahls und einem Verbrechen des Totschlags zu 16 Jahren Zuchthaus verurteilt.
Im September 1869 schiffte sich Georg Müller von Hamburg aus nach New York ein. Von dort organisierte er den Verkauf seines Anwesens, des Hauses Nr. 11 in Hörbach, sowie den Nachzug seiner Ehefrau zusammen mit den vier Kindern. Mit der Genehmigung des königlichen Bezirksamtes Fürstenfeldbruck reiste seine Ehefrau, Maria Müller, mit ihren vier Kindern am 17. September 1869 nach Nordamerika aus. Erste Lebenszeichen aus der neuen Welt sendete sie aus Milwaukee, wo sie offenbar ihren Mann traf.
Auf der Suche nach Arbeit erreichte die Familie schließlich die Stadt La Crosse in Wisconsin. In der US-Volkszählung von 1870 taucht Georg Müller als Arbeiter „John Betzinger“, wie er sich nun nannte, mit seinen Familienangehörigen auf. Wie der Bandenchef auf den neuen Namen gekommen ist, lässt sich nur vermuten. Nahe seinem Geburtsort Ried, in Dasing, gab es einen Johann Pätzinger, dessen Pass er eventuell benutzt hat.
Nach 1870 verlieren sich die Spuren des Bandenchefs. Seine Kinder tauchen in Menominee, Michigan, wieder auf.